# Miód drahimski
Miód drahimski – regionalny produkt pszczelarski, charakterystyczny dla powiatu drawskiego i szczecineckiego. 1 czerwca 2006 wpisany na polską listę produktów tradycyjnych (zgłaszającym był Grzegorz Fujarski).

## Historia

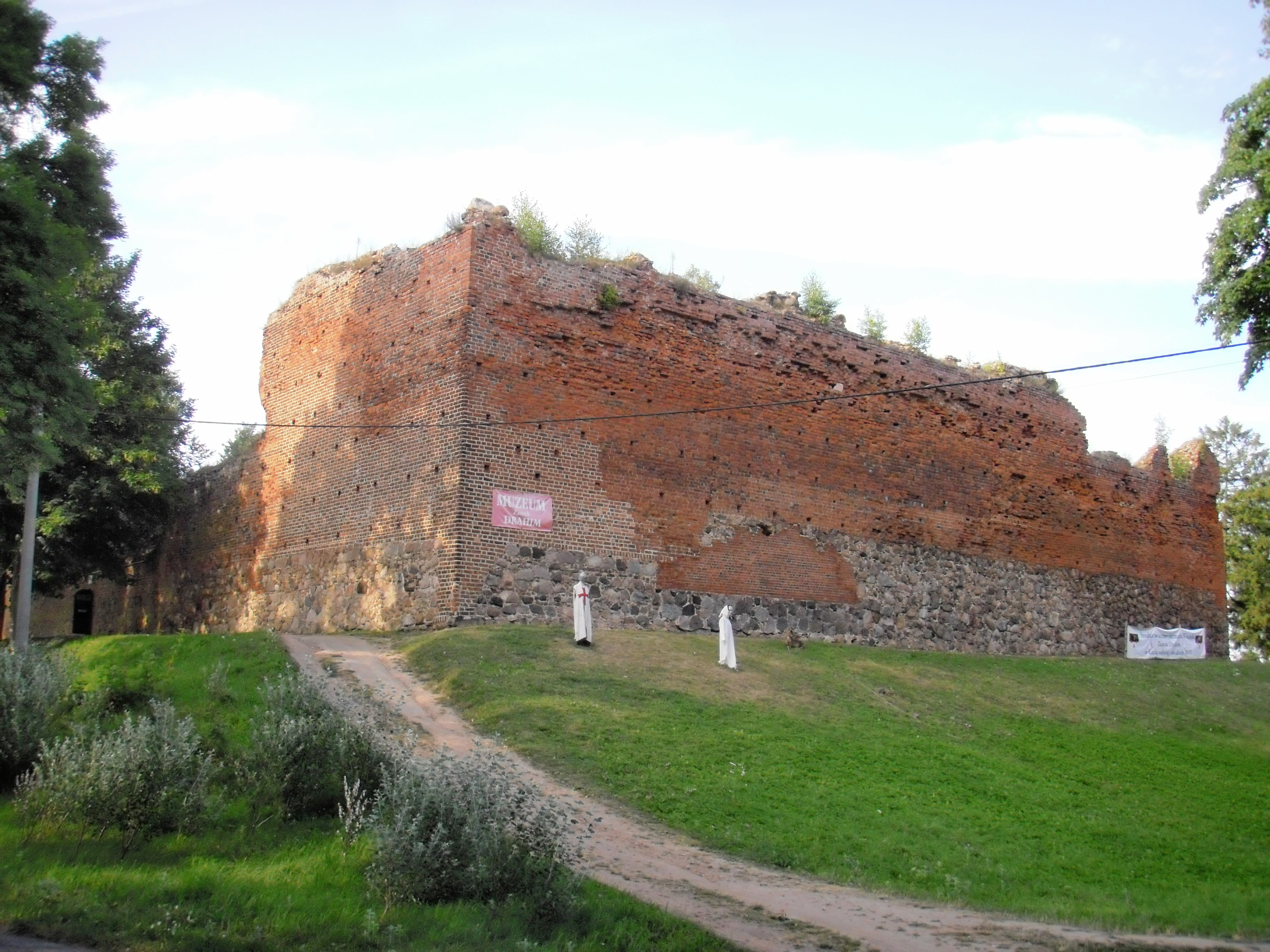
Ruiny zamku drahimskiego w Starym Drawsku

Już w XVI wieku teren polskiego starostwa drahimskiego był obszarem, na którym rozwijało się intensywnie bartnictwo (Puszcza Drawska). Przez wieki stan ten się utrzymywał, czemu sprzyjały duże wrzosowiska, liczne aleje lipowe, uprawy rzepaku i gryki, a z czasem też introdukowanej z Ameryki Północnej robinii akacjowej. Obecnie pod nazwą „miód drahimski” może być sprzedawane pięć gatunków miodu: gryczany, rzepakowy, wrzosowy, lipowy oraz wielokwiatowy produkowane na terenie gmin Czaplinek, Wierzchowo, Barwice i Borne Sulinowo oraz Nadleśnictwa Borne Sulinowo.

## Charakterystyka
Produkt charakteryzuje się wysoką zawartością cukrów redukujących, pyłku przewodniego, jak również obecnością pyłków unikatowych roślin reliktowych i endemicznych.
Producenci miodów drahimskich stosują jednakowy wzór etykiet i opakowań.

## Nagrody i wyróżnienia
W 2003 miód drahimski zdobył pierwsze miejsce w konkursie „Nasze Kulinarne Dziedzictwo – Smaki Regionów” (Poznań) w kategorii produktów i przetworów pochodzenia zwierzęcego, a w 2008 w tym samym konkursie zdobył nagrodę „Perły”.
14 czerwca 2011 Komisja Europejska zarejestrowała produkt jako posiadający Chronione Oznaczenie Geograficzne.